# Comunicaciones regionales en la antigua Mesoamérica

Sitios de la Era Formativa de Mesoamérica

Se cree que las comunicaciones regionales en la antigua Mesoamérica fueron extensas puesto que hay registros de varias rutas comerciales atestiguadas desde tiempos prehistóricos. En este artículo se consideran especialmente las rutas que parten del Altiplano Central de México y descienden hasta la costa del Pacífico de Guatemala. Estos contactos continuaron luego hasta el resto de países de América Central .
El período de tiempo considerado en este artículo es desde los primeros tiempos de Mesoamérica y hasta el Período Clásico Tardío (600-900 d. C.).
Mesoamérica era una región cultural en América, abarcando desde la mitad sur del territorio Mexicano en Norteamérica y desde Guatemala hasta Costa Rica en Centroamérica. En el periodo precolombino fue conocido por formar parte de las grandes civilizaciones. No debe confundirse con la región mesoamericana, concepto acuñado para denominar una región geoeconómica por organizaciones internacionales tales como la OCDE.

## Comunicación regional

Ubicación de Mesoamérica.

Los académicos han identificado durante mucho tiempo una serie de similitudes entre los antiguos estilos y culturas artísticas guatemaltecas y mexicanas, esto debido a que anteriormente ambos territorios eran una sola extensión que compartían muchos elementos entre sí. Estas similitudes comienzan en la zona norte, extendiéndose hacia la meseta central de México y continúan hasta la costa del Pacífico y Guatemala, con el paso del tiempo también se incluyó el resto de lo que actualmente es América Central. Hay muchos elementos comunes en la iconografía, esculturas de piedra y artefactos. Todo esto llevó a la investigación de posibles patrones comerciales y redes de comunicación.
Con base en un estudio arqueológico y etnohistórico en el oriente de Guerrero desde 1998, se ha identificado una importante red de caminos a través de la Sierra Madres de Guerrero . Estos caminos conectaban los asentamientos de Morelos y Puebla con la ruta comercial y de comunicación de mayor longitud en la costa del pacífico.
Es cierto que esta ruta desempeño un papel fundamental en el desarrollo económico y político del sur de la región mesoamericana, aunque su importancia varió con el tiempo y la aparición de nuevas regiones.
Existen múltiples registros donde se muestra que hubo comercio de material e información entre la Meseta Central de México, el Golfo de México y el Océano Pacífico, no se sabe con certeza si este comercio se realizó por contacto directo que eran viajes de 30 días o por otros medios (intercambiar bienes de comunidad en comunidad, sin que la gente de las tierras altas vea nunca a la gente de la costa)

### Carreteras

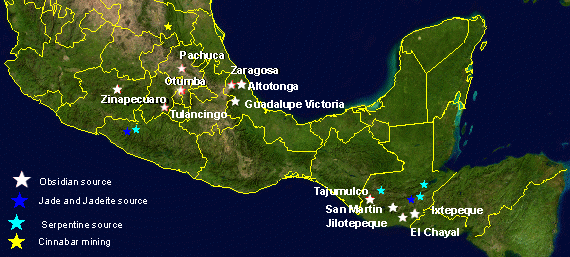
Mapa que muestra las fuentes de obsidiana mesoamericana, así como las fuentes de otros minerales semipreciosos importantes. El uso de obsidiana en Mesoamérica se remonta a los tiempos más remotos y existían extensas rutas comerciales.

Las rutas desde las montañas del Golfo de México y el centro de Oaxaca parecen haber estado constantemente abiertas a la circulación, por lo menos desde el período preclásico temprano; la ruta del Pacífico aparentemente fue bloqueada en diferentes puntos, entre Chiapas y Oaxaca, por ejemplo, durante el período posclásico por el reino mixteco de Tututepec en vísperas de la conquista española. Un grupo de esculturas epiclásicas indica relaciones iconográficas entre Morelos y Guerrero, con ejemplos que también se encuentran en la costa pacífica de Chiapas y Guatemala.
Según el misionero franciscano y autor de varias obras en náhuatl y en castellano, Fray Bernardino de Sahagún (1989: 267) las rutas comerciales y caminos secundarios prehispánicos de Mesoamérica eran sencillos caminos de tierra compactada, llenos de piedra y limitados por la vegetación circundante. Actualmente debido a las vías de tren, autopistas asfaltadas o el abandono, estas rutas han desaparecido, además del normal deterioro por erosión al transcurrir el tiempo, la sedimentación e invasión de la vegetación adyacente también ha contribuido a este efecto.
Estudios arqueológicos  sistemáticos en el oriente del actual estado de Guerrero desde 1998, han demostrado la existencia de una importante red vial a través de las sierras de dicho estado y que conectaba los sitios arqueológicos del estado de Morelos y la zona sur del estado de Puebla con una ruta comercial de comunicación y comercio en toda la costa del océano Pacífico hasta finalizar en Guatemala.

### Rutas históricas
Antiguamente existían varias rutas que conectaban México y Guatemala. Sin tomar en consideración ramificaciones y desvíos secundarios y terciarios, existieron varias rutas identificadas de suma importancia para la región, que conectaban específicamente el área central de México con la Costa Pacífica de Guatemala, en el actual departamento de Escuintla, una ruta por Puebla y la sierra, y la otra por Guerrero y la costa del Océano Pacífico. Ambos se incorporaron en el actual municipio de Juchitán . Desde Juchitán, nuevamente, había dos rutas a Guatemala, una al norte que conduce a Mixco-Kalimanjuyu y la otra al sur que conduce a Escuintla, en la costa sur de Guatemala.

### Ruta Norte Tenochtitlan - Juchitán
Según los registros esta vía iniciaba en Tenochtitlan, pasando por Puebla, Cholula (Altiplano de Tlaxcala), Orizaba y descendía hasta la Cordillera "Sierra Madre Oriental" hasta Tuxtepec, Matías Romero y de allí, hacia el Istmo.
También existía una ruta alterna o secundaria que partía desde Cholula hacia el sur, Tehuacán, Oaxaca, Monte Albán y bajando a Juchitán, esta vía era utilizada con menos frecuencia que la ruta principal.

### Ruta Media Tenochtitlan - Juchitán
Según los registros esta vía que atraviesa Oaxaca tenía dos alternativas:
- Vía del Valle de Tehuacán, pasando por la Quebrada de Cuicatlán y Teotitlán[2]
- La segunda iniciaba en el Valle de Morelos y luego por la Mixteca Baja, Huajuapan de León ; luego conducía hacia Mixteca Alta, Yanhuitlán y finalizaba en Nochistlán.

Desde los valles centrales de Oaxaca la ruta fue hacia Nejapa, Tequisistlán, y llegó a Tehuantepec, luego a Juchitán.

### Ruta Sur Tenochtitlan - Juchitán
Esta vía tenía su punto de partida desde Tenochtitlan, en el área sur hacia Morelos, Chalcatzingo y se dirigía al este hacia Guerrero, pasando por Chiautla, Huamuxtitlán, Tlapa y Ometepec, de allí la ruta se desviaba hacia la " Sierra Madre del Sur " y la costa, vía Tututepec y Huatulco todos. el camino hasta finalizar en Tehuantepec.

### Ruta Juchitán a Guatemala

Período formativo en el sur de Mesoamérica

De Juchitán a la República de Guatemala existían dos rutas, norte y sur, ambas de suma importancia pues conectaban varios puntos que destacaban en el área sur de la región.
- La ruta norte, fue de Juchitán a Tapanatepec y luego hacia "Chiapa de los Indios" ( Chiapa de Corzo ) y se dirigió hacia Comitán y luego, en lo que actualmente es  territorio guatemalteco, cruzaba por las actuales ciudades de Huehuetenango, Quetzaltenango, Chimaltenango y el actual sitio arqueológico Mixco Viejo .[2]
- La ruta del Istmo Sur o Soconusco continuaba desde Tapanatepec hasta Tonalá, Pijijiapan, Tuxtla Chico, y luego en el actual territorio guatemalteco, hacia las ciudades de Retalhuleu y bajando hasta Santa Lucía Cotzumalguapa, en el departamento de Escuintla .

A pesar de la importancia de estas rutas y el comercio que representaban, el paso por estas rutas fue bloqueado por el Reino Mixteco de Tututepec, que lo monopolizó en beneficio propio y provocó tensiones con los grupos políticos del Altiplano mexicano, especialmente con la Triple Alianza, teniendo como resultado la división entre la zona sur de México y la actual región de Centroamérica

## Otras lecturas
- Nuu Savi (Nuu Savi - Pueblo de Lluvia), Miguel Ángel Chávez Guzman (compilador), Juxtlahuaca.org, 2005. (in Spanish)
- Joyce, Arthur A., mixtecos, zapotecas y chatinos: pueblos antiguos del sur de México. 2010, Wiley BlackwellISBN 978-0-631-20977-5

- Datos: Q21010201